# WTA Austrian Open 1998
Il WTA Austrian Open 1998 è stato un torneo di tennis giocato sulla terra rossa. È stata la 27ª edizione del torneo, che fa parte della categoria Tier IV nell'ambito del WTA Tour 1998. Si è giocato al Sportpark Piberstein di Maria Lankowitz in Austria, dal 6 al 12 luglio 1998.

## Campionesse

### Singolare
Patty Schnyder ha battuto in finale  Gala León García con il punteggio di 6–2, 4–6, 6–3

### Doppio
Laura Montalvo /  Paola Suárez hanno battuto in finale  Tina Križan /  Katarina Srebotnik con il punteggio di 6–1, 6–2